# Richard Hartmann (Orientalist)
Richard Hartmann (* 8. Juni 1881 in Neunkirchen; † 5. Februar 1965 in Ost-Berlin) war ein deutscher Orientalist. Er veröffentlichte Arbeiten zur Arabistik und Islamkunde, von denen die Deutsche Morgenländische Gesellschaft (DMG) viele in ihrer Zeitschrift (ZDMG) publizierte.

## Leben und Werk
Von 1899 bis 1904 studierte Hartmann evangelische Theologie an der Universität Tübingen. Dort wurde er Mitglied der Verbindung Normannia Tübingen. Nach dem Abschluss des theologischen Examens zog er nach Berlin und studierte ein Jahr an der dortigen Universität Orientalistik bei Friedrich Delitzsch, Hugo Winckler, Adolf Erman und Martin Hartmann. 1905 kehrte er nach Tübingen zurück, übernahm zunächst von 1905 bis 1910 die Stelle eines Hilfsarbeiters an der dortigen Universitätsbibliothek und promovierte im Januar 1907. Im Jahr 1914 erfolgte seine Habilitation in Kiel als Schüler von Georg Jacob. Er erhielt Berufungen an die Universität Leipzig (1918), Universität Königsberg (1922), Universität Heidelberg (1926), Universität Göttingen (1930) und schließlich 1936 an die Berliner Universität. 1931 wurde er zum ordentlichen Mitglied der Göttinger Akademie der Wissenschaften gewählt. Am 29. April 1939 wurde er als ordentliches Mitglied in die Akademie der Wissenschaften aufgenommen. Vom 28. September 1940 bis „nach Kriegsende“ amtierte er als Zweiter Vorsitzender der DMG. Im April 1947 wurde er zum Direktor des neu gegründeten Instituts für Orientforschung ernannt und behielt dieses Amt bis 1956, als ihm Hermann Grapow nachfolgte. Am 30. August 1950 wurde er zum Ehrenmitglied der DMG ernannt.
Ab 1910 war Hartmann Mitarbeiter der Enzyklopädie des Islam und übernahm von 1935 bis 1961 die Schriftleitung der Orientalistischen Literaturzeitung, die 1944 ihr Erscheinen einstellte und 1953 neu zu erscheinen begann.

## Die Mullah-Schule Dresden
Hartmann war 1944 zusammen mit seinem Schüler Bertold Spuler der Ansprechpartner der SS für islamische Religionskurse, die aus übergelaufenen sowjetischen Kriegsgefangenen religiös „gefestigte“ Kämpfer der Nazis gegen die Sowjets machen sollten. Der Grad der „Freiwilligkeit“ beim Überlaufen ist umstritten. Spuler (als Nichtmuslim) war der Lehrer. Die beiden Orientalisten agierten im Rahmen einer „Arbeitsgemeinschaft Turkestan“ der SS, Sparte „Islam“ (es gab noch andere Sparten, z. B. Landeskunde; Landwirtschaft und Klima; u. a.). Der führend beteiligte SS-Obersturmbannführer Reiner Olzscha hat nach dem Krieg ausführlich darüber berichtet. Eine Hauptfigur bei dieser Ausbildung von Feldmullahs war der Großmufti von Jerusalem Amin al-Husseini, der hier seine pan-islamischen Ideen verwirklichen wollte. Sein Freund Gottlob Berger sorgte für die institutionelle Absicherung. Das Projekt erwies sich in Olzschas Perspektive bis Kriegsende als Flop; die „Studenten“ zum Feldmullah hatten sich vor allem vor den harten Zuständen im Gefangenenlager oder vor einem direkten NS-Kampfeinsatz drücken wollen; sie waren überwiegend unreligiös und durchschauten das „Theater“. Nach der Bombardierung Dresdens, Sitz der Mullah-Schule und der AG, verschwand ein Teil von ihnen, ein anderer marodierte, bis die restlichen 20 Mann schließlich nach München evakuiert wurden, wo sie nach 1945 den Kern einer aktiven Gruppe von „muslimischen Vertriebenen“ unter dem Schutz der dortigen Staatsregierung bildeten.

## Schriften
- Der Mufti Amin al-Husseini. in Zeitschrift für Politik Jg. 31, H. 7, 1941, S. 430–439
- als Hg. zusammen mit Helmuth Scheel: Beiträge zur Arabistik, Semitistik und Islamwissenschaft. Reihe: Deutsche Orientforschung Harrasowitz, Leipzig 1944
- Zum Gedanken des "Kongresses" in den Reformbestrebungen des islamischen Orients. in Zs. "Die Welt des Islams" 23, Heft 3/4, 1941. S. 122ff. Hg. Georg Kampffmeyer[8]
- Jakub Kadri. Ein moderner türkischer Erzähler. ebd. 5, H. 4, 1917 (Untertitel: Zeitschrift der Deutschen Gesellschaft für Islamkunde) Online[9]
- Islam und Nationalismus. Berlin 1948
- Zur Wiedergabe türkischer Namen und Wörter in den byzantinischen Quellen. Abhandlungen der Deutschen Akademie der Wissenschaften zu Berlin, Klasse für Sprachen, Literatur & Kunst, 6. – Akademie, Berlin 1962
- Palästina unter den Arabern 632–1516. Leipzig 1915
- Im neuen Anatolien. Reiseeindrücke. Verlag der J.C. Hinrichs‘schen Buchhandlung, Leipzig 1928.
- Die Religion des Islam. Eine Einführung. Mittler & Sohn, Berlin 1944 (Neuauf. Wissenschaftliche Buchgesellschaft, Darmstadt, 1987)
- Zur Vorgeschichte des Abbasidischen Schein-Chalifates von Cairo. Abhandlungen der Deutschen Akademie der Wissenschaften zu Berlin. Philosophisch-Historische Klasse. Jahrgang 1947 Nr. 9. Akademie-Verlag Berlin 1950.

## Notizen
1. ↑  Richard Hartmann (Orientalist) im Professorenkatalog der Universität Leipzig | catalogus professorum lipsiensium
2. ↑  Richard Hartmann in der Deutschen Digitalen Bibliothek
3. ↑  Holger Krahnke: Die Mitglieder der Akademie der Wissenschaften zu Göttingen 1751–2001 (= Abhandlungen der Akademie der Wissenschaften zu Göttingen, Philologisch-Historische Klasse. Folge 3, Bd. 246 = Abhandlungen der Akademie der Wissenschaften in Göttingen, Mathematisch-Physikalische Klasse. Folge 3, Bd. 50). Vandenhoeck & Ruprecht, Göttingen 2001, ISBN 3-525-82516-1, S. 105.
4. ↑  Formulierung aus seinem Nachruf in der ZDMG, die erste MV nach dem Krieg gab es erst 1948 zur „Neugründung“ in Mainz, solange amtierte der Vorstand von 1940. Anscheinend wurde er hier nicht wiedergewählt, obwohl es nicht explizit im Protokoll steht. Die DMG wurde nach französischem Besatzungsrecht (wieder-)gegründet und erst später rechtsgültig zu einem bundesweiten e. V.
5. ↑  unklar, siehe folgende Anm.
6. ↑  online Diese Quelle nennt ihn übrigens "Vorsitzender", nicht "Zweiter V." In einer solchen Ehrung ist ein Verschreiben sehr unwahrscheinlich
7. ↑  Volltext in Englisch; Hartmann passim The Study of religion and the training of muslim clergy in Europe. Academic & religious freedom in the 21st century. Hg. Willem B. Drees & Pieter Sjoerd van Koningsveld. Leiden UP 2008 ISBN 9789087280253, S. 333ff. Referat in Engl., S. 348–368 Olzschas Aussage in Deutsch. Natürlich hatten Nachkriegsaussagen immer das Problem, dass sie stark interessegeleitet waren.-- Verf. nennt weitere Lit. zur AG Turkestan. Quelle: Bundesarchiv Zehlendorf.- Auch als Print.
8. ↑  nur Seite 1 weitere Seiten kostenpfl., bzw. nur für angeschl. Institutionen
9. ↑  ins untere Fünftel der Seite scrollen

| Personendaten    | Personendaten         |
| ---------------- | --------------------- |
| NAME             | Hartmann, Richard     |
| KURZBESCHREIBUNG | deutscher Orientalist |
| GEBURTSDATUM     | 8. Juni 1881          |
| GEBURTSORT       | Neunkirchen           |
| STERBEDATUM      | 5. Februar 1965       |
| STERBEORT        | Berlin                |